# 30沒戀人
《30沒戀人》（原名：肩ごしの恋人），又譯間接戀人。為日本女性小說家唯川惠的長篇愛情小說。2007年日本TBS電視台將其拍攝成電視劇，並自該年7月5日起至同年9月6日期間播放。播放時刻為日本時間22：00～22：54。由米倉涼子主演。

## 演員陣容

### 主人翁
- 早坂萌（30） 米倉涼子 飾
- 室野琉璃子（本姓：青木）（30） 高岡早紀 飾

## 原作

### 主要人物
- 室野信之（28） 永井大 飾

琉璃子的丈夫。
- 秋山崇（16） 佐野和真 飾

離家出走的高中生。起先在小萌公司裡打工，因而和小萌結識。由於自稱無家可歸，請求小萌收留他，在一次之陰錯陽差下，他這位「大學生」便與小萌發生了一夜情……
- 柿崎祐介（35） 田邊誠一 飾
- 阿文（35） 池內博之 飾

### 其他
- 秋山奈奈子　涉谷飛鳥 飾

阿崇同母異父之妹。
- 早坂幸子（59） 田島令子 飾

小萌的母親。
- 秋山志保　七瀨夏美 飾

阿崇和奈奈子的母親。
- 柿崎千佳　中山惠 飾

祐介的太太。
- 秋山惠太郎　山下真司 飾

阿崇的繼父。

## 音樂
- 主題曲　竹內瑪莉亞「チャンスの前髪」（ワーナーミュージック・ジャパン）
- 音　樂　羽岡 佳

「電視原聲帶於2007年8月29日正式發售」

## 收視率
日本
| 各話  | 放送日        | 副標題                 | 中譯副標題         | 導演       | 收視率 |
| ----- | ------------- | ---------------------- | ------------------ | ---------- | ------ |
| Vol.1 | 2007年7月5日  | 「迷える三十路」       | 迷途的三十歲       | 酒井聖博   | 10.2%  |
| Vol.2 | 2007年7月12日 | 「迷える女の出世と恋」 | 迷途女的事業與愛情 | 酒井聖博   | 8.6%   |
| Vol.3 | 2007年7月19日 | 「情けなくて涙が出る」 | 淚水和草草收場     | 竹村謙太郎 | 7.5%   |
| Vol.4 | 2007年7月26日 | 「お局VS結婚しない女」 | 職場VS單身女       | 山本剛義   | 6.8%   |
| Vol.5 | 2007年8月2日  | 「彼の秘密私の事情」   | 我的情況，他的秘密 | 酒井聖博   | 6.3%   |
| Vol.6 | 2007年8月9日  | 「修羅場の温泉旅行」   | 地獄的溫泉之旅     | 竹村謙太郎 | 7.3%   |
| Vol.7 | 2007年8月16日 | 「祭りのあとの告白」   | 祭典後的告白       | 山本剛義   | 6.3%   |
| Vol.8 | 2007年8月23日 | 「衝撃の夜別れの朝」   | 告別震撼之夜的早晨 | 酒井聖博   | 6.5%   |
| Vol.9 | 2007年9月6日  | 「女のダンディズム」   | 紈絝的女人         | 酒井聖博   | 7.2%   |

平均收視率 7.4%（ビデオリサーチ調べ・關東地區）

## 外部連結
- TBS電視台－肩ごしの恋人（页面存档备份，存于）（日語）
- 緯來日本台－30沒戀人（页面存档备份，存于）（繁體中文）

## 節目的變遷
| 日本 TBS 週四十點連續劇              | 日本 TBS 週四十點連續劇                | 日本 TBS 週四十點連續劇 |
| ------------------------------------ | -------------------------------------- | ----------------------- |
|                                      | 30沒戀人 （2007.7.5 - 2007.9.6）       |                         |
| 孤獨的賭注 （2007.4.12 - 2007.6.21） | 女警狀況外 （2007.10.18 - 2007.12.20） |                         |

| 臺灣緯來日本台 週一至週五晚上9點             | 臺灣緯來日本台 週一至週五晚上9點           | 臺灣緯來日本台 週一至週五晚上9點 |
| -------------------------------------------- | ------------------------------------------ | -------------------------------- |
|                                              | 30沒戀人 （2012年4月16日 - 2012年4月26日） |                                  |
| 殺人草莓夜 （2012年3月30日 - 2012年4月13日） | 胡桃之家 （2012年4月27日 - 2012年5月6日）  |                                  |